# Jochen Neupert
Jochen Neupert (* 24. November 1958 in Göttingen; † 12. April 2015 in Mannheim) war ein deutscher Theaterschauspieler.

## Leben
Jochen Neupert machte zunächst eine Buchhändlerlehre. Er absolvierte dann von 1982 bis 1986 seine Schauspielausbildung an der Hochschule der Künste in Berlin. Diese schloss er mit Diplom ab. Im Anschluss hatte er Fest- und Gastengagements unter anderen am Stadttheater Ingolstadt (1986–1988), an der Württembergischen Landesbühne Esslingen (1990–1994), am Staatstheater Braunschweig (1994–1997), am Staatstheater Wiesbaden (als Gast), am Nationaltheater Mannheim (als Gast) und in Hamburg.
Zwischen 1997 und 2000 war er mehrfach als Gast, von September 2000 bis 2002 dann als festes Ensemblemitglied am Landestheater Württemberg-Hohenzollern Tübingen Reutlingen engagiert. 2002 ging er an das Staatstheater Karlsruhe; dort gehörte er bis 2011 zum festen Ensemble. Er spielte dort u. a. den Elfenkönig Oberon in Shakespeares Komödie Ein Sommernachtstraum und den Staatsminister Richard Willey in Ray Cooneys Theaterstück Außer Kontrolle. 2005 übernahm er dort die Rolle des Cleonte in Tartuffe in einer Neuinszenierung von Klaus Hemmerle. 2007 trat er am Staatstheater Karlsruhe in dem Theaterstück Der moderne Tod von Carl-Henning Wijkmark auf. In der Spielzeit 2008/09 war Neupert der Schulinspektor Luka Lukitsch Chlopow in Der Revisor. Anfang 2009 spielte er am Staatstheater Karlsruhe die Rolle des Richard Harkin in der deutschen Erstaufführung des Theaterstücks Die Seefahrer des irischen Dramatikers Conor McPherson. Im März 2009 war er der Haushofmeister in einer Neuinszenierung der Oper Ariadne auf Naxos am Staatstheater Karlsruhe. In der Spielzeit 2010/11 übernahm er am Staatstheater Karlsruhe die Rolle des Kontoristen Semjon Pantelejewitsch Jepichodow in Anton Tschechows Schauspiel Der Kirschgarten.
Zu seinen Bühnenrollen gehörten im Laufe seiner Karriere u. a. auch George in Wer hat Angst vor Virginia Woolf?, Werschinin in Drei Schwestern, Theseus/Oberon in Ein Sommernachtstraum, Bassa Selim in Die Entführung aus dem Serail (Oktober/November 2010 am Staatstheater Karlsruhe) und Shlink in Im Dickicht der Städte.
2006 trat er bei den Volksschauspielen Ötigheim in der Titelrolle von Schillers Schauspiel Wilhelm Tell auf. 2012 spielte er an der Württembergischen Landesbühne Esslingen die Rolle des cholerischen Polizeikommissar Beizmenne in einer Bühnenfassung des Heinrich-Böll-Romans Die verlorene Ehre der Katharina Blum von Margarethe von Trotta.
Neupert gastierte mehrfach bei den Freilichtspielen Schwäbisch Hall. 2012 gab er dort sein Debüt als Schulmeister in Christian Dietrich Grabbes Scherz, Satire, Ironie und tiefere Bedeutung; er spielte ihn als „dem Schnaps verfallenen Sadisten“. 2013 trat er dort als Danton in Dantons Tod auf. Die Rolle des Danton spielte er „unbeugsam, charmant und voller Energie“. 2014 trat er bei den Freilichtspielen Schwäbisch Hall als König Claudius in Hamlet in einer Inszenierung von Johanna Schall und als Ferdinand, König von Navarra in Verlorene Liebesmüh auf.
Neupert war auch als Rezitator und als Sprecher bei arte.tv und anderen Hörfunkanstalten tätig.
Neupert war mit der Schauspielerin Stephanie Theiß liiert. Er hinterlässt eine erwachsene Tochter, die aus einer vorherigen, langjährigen Ehe stammt.

## Hörspiele (Auswahl)
- 1986: Richard Hughes: Gefahr – Regie: Bärbel Jarchow-Frey (Original-Hörspiel – RIAS)